# ケンジントン・オリンピア駅
ケンジントン・オリンピア駅もしくはケンジントン（オリンピア）駅（‐えき、Kensington Olympia station）は、イギリスのロンドン西部にある駅である。
ロンドン地下鉄のディストリクト線および一般鉄道のウェスト・ロンドン線、以下「WL線」）の駅で、トラベルカード・ゾーン2に属する。
なお、当駅はロンドン地下鉄の路線図には「ケンジントン（オリンピア）」と表示されているが、ナショナル・レールの路線図と時刻表、およびロンドン・オーバーグラウンドが設置している駅名板には「ケンジントン・オリンピア」と表示されている。
駅はオリンピア展示場の目の前にある。

## 概要
ロンドン地下鉄の駅は、ディストリクト線アールズ・コート駅から分岐する短い支線（ケンジントン（オリンピア）支線）の終点駅である。
一般鉄道の駅は、クラッパム・ジャンクション駅とウィルズデン・ジャンクション駅の間を結ぶWL線上にあり、ロンドン中心部を迂回する多くの列車が経由する。旅客列車はナショナル・レール（駅・線路を借り、列車を運行する会社群のブランド）の列車およびロンドン・オーバーグラウンドが運行する列車が発着している。

### 駅構造

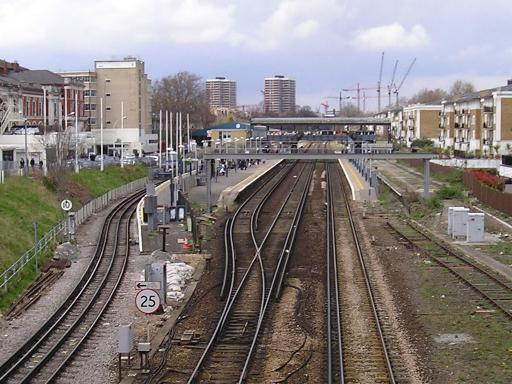
空中からのケンジントン・オリンピア駅の眺め

地上駅で、WL線の駅は3組ある線路の外側2線にホームがある相対式2面3線のホームを持ち、ナショナル・レール及びオーバーグラウンドの運行する列車はこちらに発着する。地下鉄は1面1線で、WL線北行きホームの反対側に発着し（2枚目の写真参照）、駅の北側は車止めによって行き止まりとなっている。
駅の線路はロンドンの2つの区の境界となっており、東側にあるWL線の南行きホームはケンジントン&チェルシー王立区に、西側にあるWL線の北行きおよびディストリクト線のホームはハマースミス・アンド・フラム区に位置する。

## 歴史

### 駅略史

#### 開業から
この駅の現在ネットワーク・レイルが保有している部分は、1864年にシェパーズ・ブッシュ駅からウェスト・ロンドン・ジョイント鉄道（後のWL線の一部）が南伸した際に終着駅として建設されたものである。その後1866年までには当駅からさらにクラッパム・ジャンクション駅までWest London Extension Joint Railway（同じく後のWL線の一部）が開業し、当駅は中間駅となっている。
ディストリクト線の駅は、1872年2月1日にそれまで北側のウィルズデン・ジャンクション駅方向からクラッパム・ジャンクション駅方面へ運転されていたアウター・サークル系統の列車をメトロポリタン・ディストリクト鉄道（MDR、現ディストリクト線）を経由してロンドン中心部へと直通運転させるために、アールズ・コート駅から支線が建設された際に開業した。なお、アウター・サークルは1867年9月1日の運行開始時には当駅を南の終点としており、翌1月2日にクラッパム・ジャンクション駅方面への延長運転を開始していた。

#### 第二次世界大戦中
1940年、第2次世界大戦が開始されるといくつものWL線の駅がドイツ軍による空襲の被害を受けたため、WL線の旅客営業は同年9月20日に中止された（貨物列車の運行は継続）。また、翌月2日には地下鉄のアールズ・コート駅から当駅の区間が休止（同時にアウター・サークルの運行も終了）され、当駅への旅客列車の発着がなくなった。

#### 第二次世界大戦後
戦争終結後の1946年12月20日、地下鉄のアールズ・コート駅から当駅までの区間が再開されるが、以後しばらくはオリンピア展示場の開館時のみの運行となる。地下鉄が開館時間帯にかかわらず終日運行されるようになったのは、40年後の1986年のことである。また、その間もWL線の旅客営業は中止されたままだったが、こちらは1999年6月1日に再開された。
現在のこの駅は、多くの列車が通過したかつて（もっとも停車までする旅客列車はピーク時間帯にも限定されたもので、地下鉄も上述の通り展示場の開館時間帯のみの運行であった）と比べれば比較的静かなものである。ただしWL線はロンドン北部とイングランド南東部や英仏海峡トンネルとを結ぶ貨物輸送の幹線であり、現在も多数の貨物列車が当駅を通過する。

### その他の歴史

#### 駅名の変遷
開業当初は「ケンジントン駅」を名乗り、ケンジントン中心部にハイ・ストリート・ケンジントン駅が開業した1868年に「アディション・ロード駅」に改称された。そして1947年から「ケンジントン・オリンピア駅」となっている。

#### ユーロスターとの関係
2007年11月にユーロスターのロンドン側ターミナルがウォータールー駅からセント・パンクラス駅へと変更される以前は、ユーロスターがウォータールー駅とノース・ポール国際車両基地との間を往復する際に当駅を通過していた。また、ウォータールー駅で非常事態が発生し使用不能になった場合の代替ターミナルでもあった。このため、およびイギリス各地の駅から大陸へとユーロスターを直通するという計画（航空機との競争に勝てないとの判断から実現せず）のために、出入国管理設備が維持されていた。

#### 冷戦時の扱い
WL線にはかつてグレート・ウェスタン本線への連絡線があったが、この連絡線でロンドン中心部を迂回できるため、冷戦時代には、この駅は核戦争の開始時にウィルトシャーホーソーンの地下核シェルターへ多数の公務員を避難させる、秘密計画の重要な一部を担うことになっていた。

#### その他
かつて、ロンドンと地方の間を車とともに移動できる列車であるモトレール（日本でいうカートレイン）はよくこの駅が終点となっていた。

## 運行形態

### ロンドン地下鉄
ディストリクト線の列車はハイ・ストリート・ケンジントン駅とこの駅とのわずか2駅間を往復する短距離シャトル列車である（運転士は列車の逆端まで歩き、数分間の停車でアールズ・コート方面へ折り返す）。列車は1時間あたりに3～4往復をする。ディストリクト線の運転士は、勤務日の間に最大で7往復このシャトル列車の運転をすることになり、一般的にオリンピア支線を運転することを嫌っている。
また深夜に1日あたり1本のみ、ケンジントン（オリンピア）駅からアップミンスター駅方面への直通列車がある。

### 一般鉄道
ウェスト・ロンドン線の駅には、ロンドン・オーバーグラウンドの列車と、ゴヴィア・テムズリンク・レールウェイが「サザン」ブランドで運行する列車が停車する。また、2008年までは長距離列車（運行者はイギリス国鉄インターシティ部門、ヴァージン・クロスカントリー、クロスカントリーと変遷）も運行されていた。

## バス路線
ロンドンバスの9、10、27、28、49、391、C1系統と、深夜バスのN9、N28系統が駅と駅周辺から発着する。

## 隣の駅
ロンドン地下鉄
■ディストリクト線ケンジントン・オリンピア支線
ケンジントン・オリンピア駅 - アールズ・コート駅
ウェスト・ロンドン線
■ロンドン・オーバーグラウンド
シェパーズ・ブッシュ駅 - ケンジントン・オリンピア駅 - ウェスト・ブロンプトン駅
■サザン（ゴヴィア・テムズリンク・レールウェイ）
シェパーズ・ブッシュ駅 - ケンジントン・オリンピア駅 - ウェスト・ブロンプトン駅　（当駅を起終点とする列車も存在）

## ギャラリー

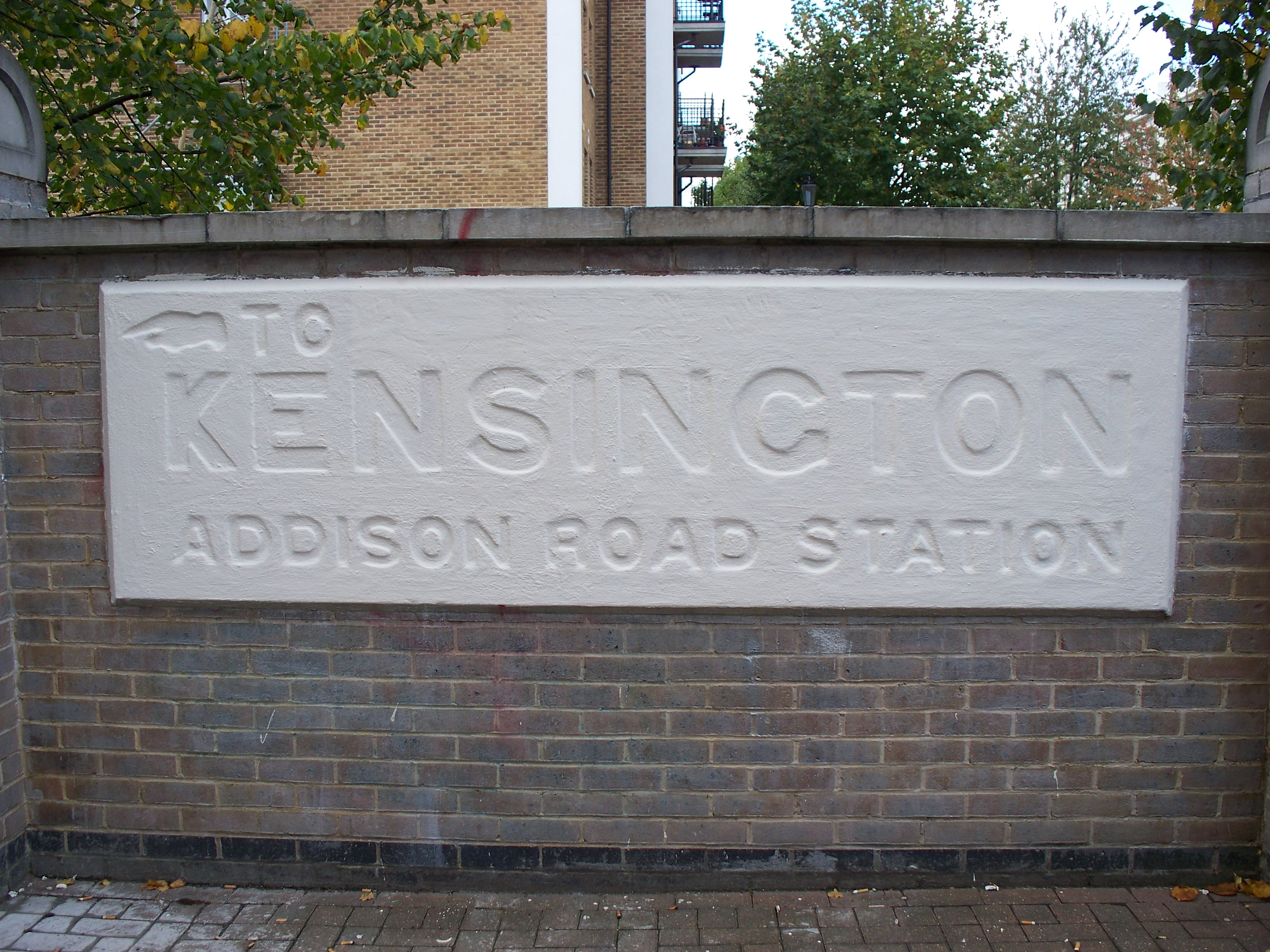
以前の駅エントランスの標識。この標識の駅名は独自の名前で表記されている。
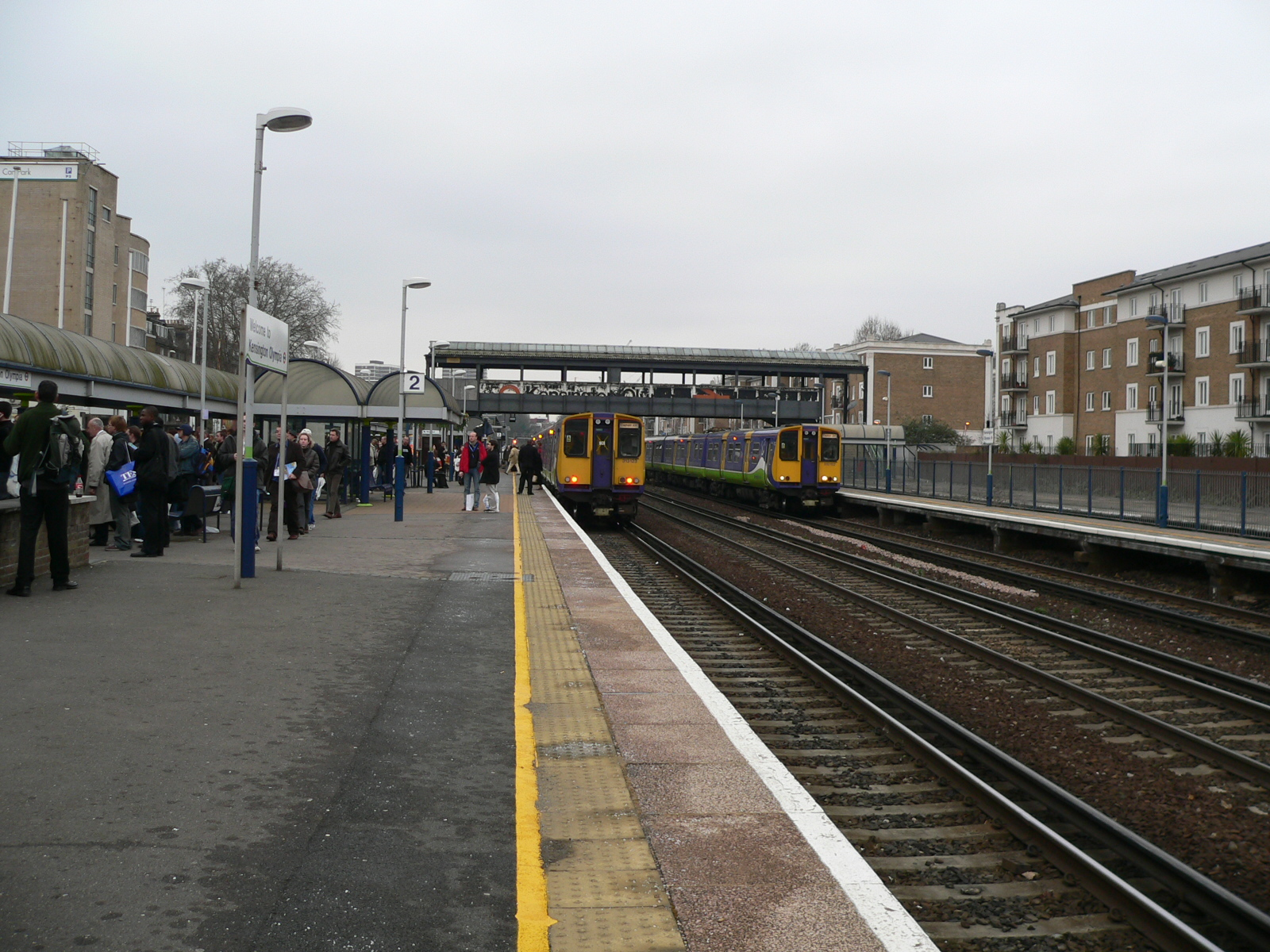
シルバーリンク313122電車と313123電車
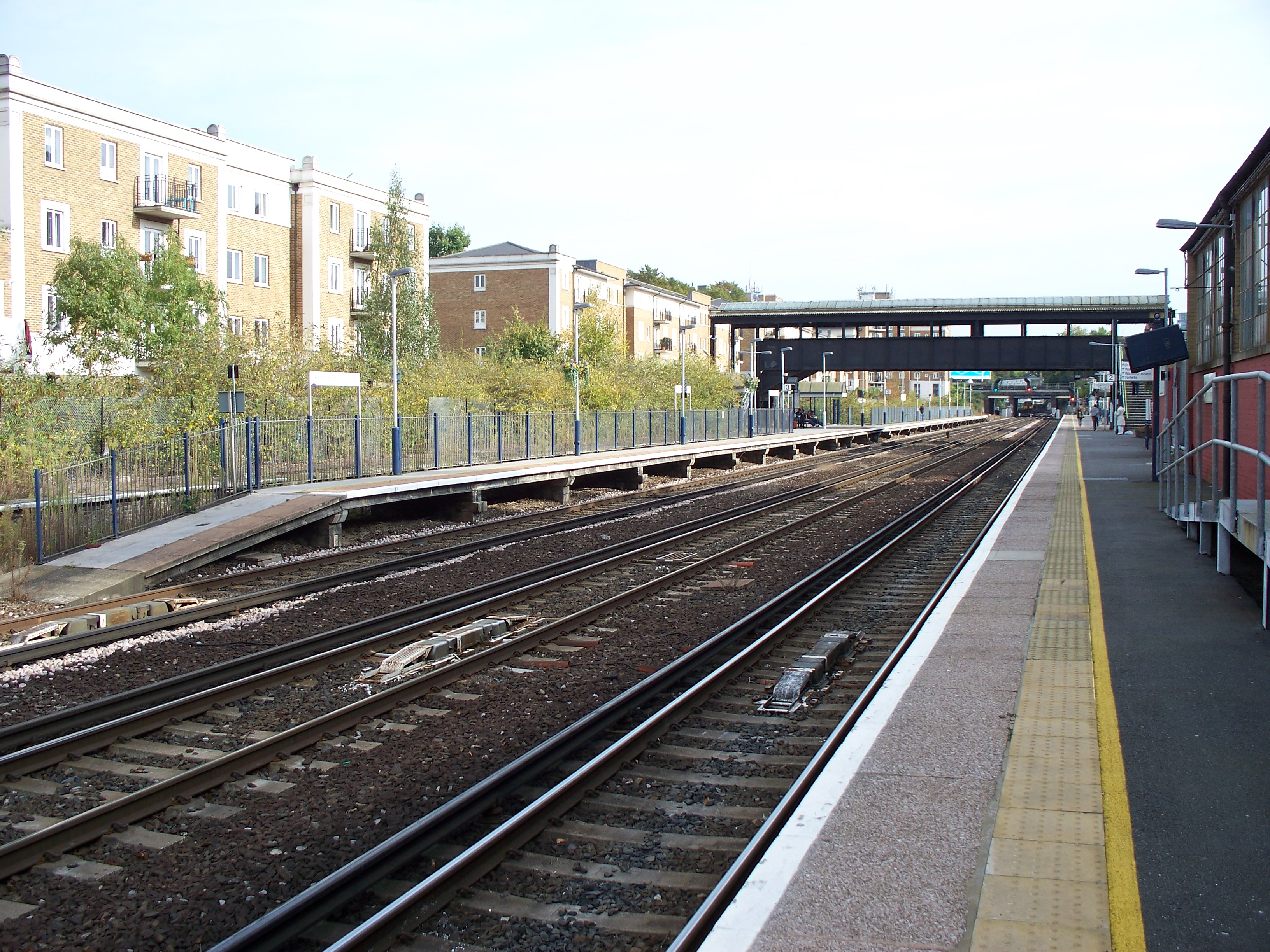
本線のホーム
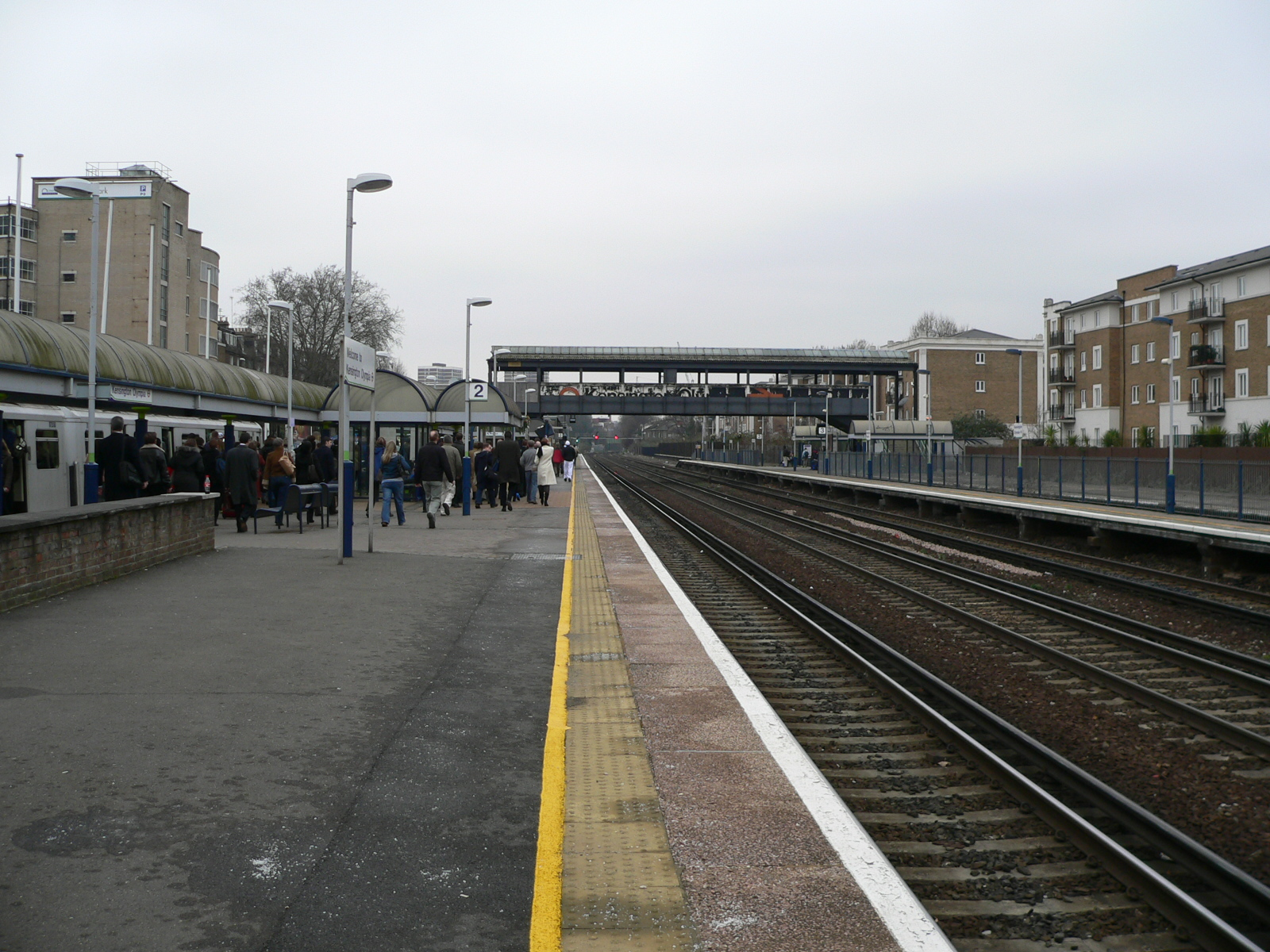
駅の南側から見たプラットホーム。左のホームの右側がネットワーク・レイルのホーム。左側には地下鉄車両が停車しているのが見える。
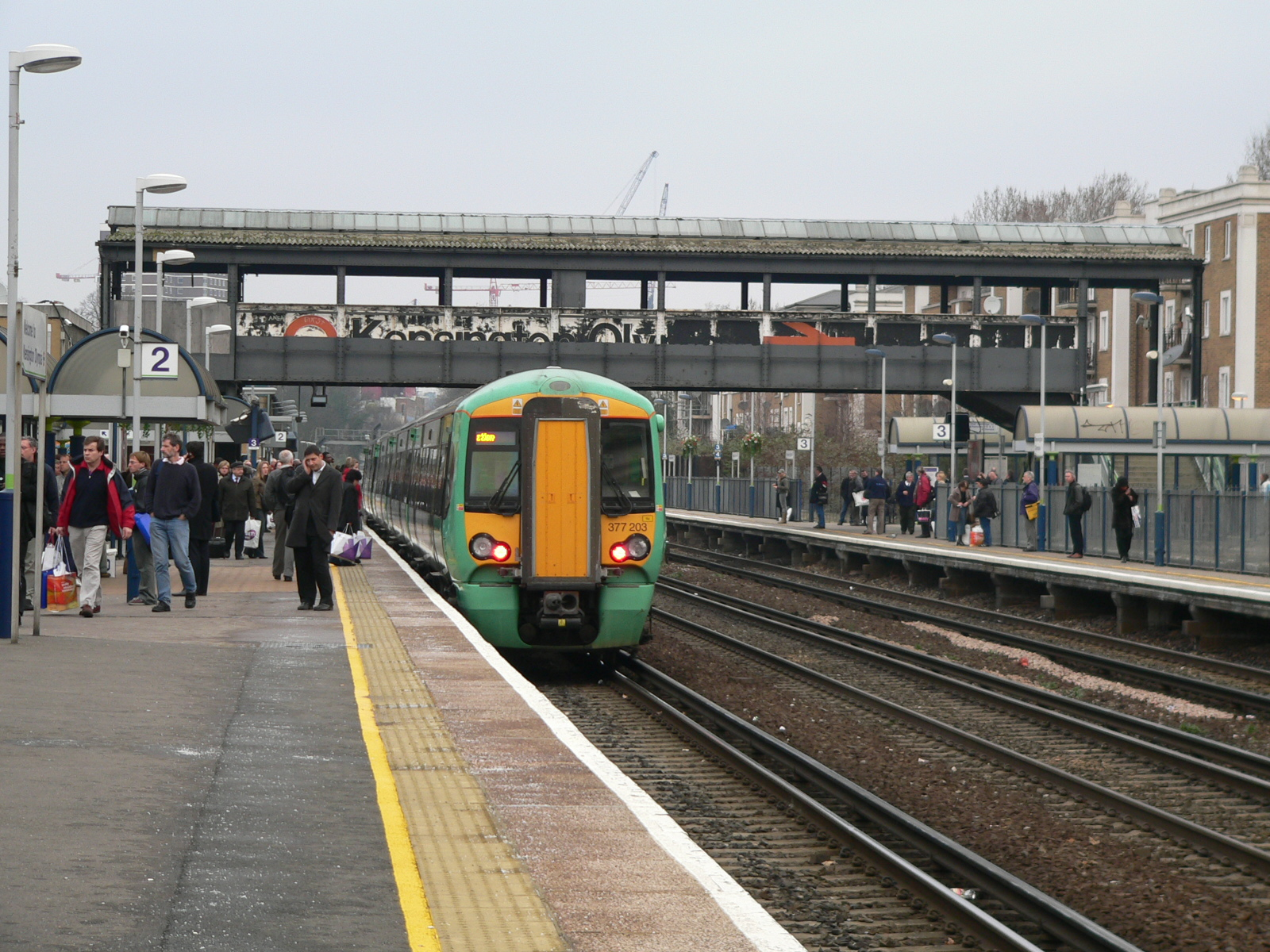
サザンの運行する列車
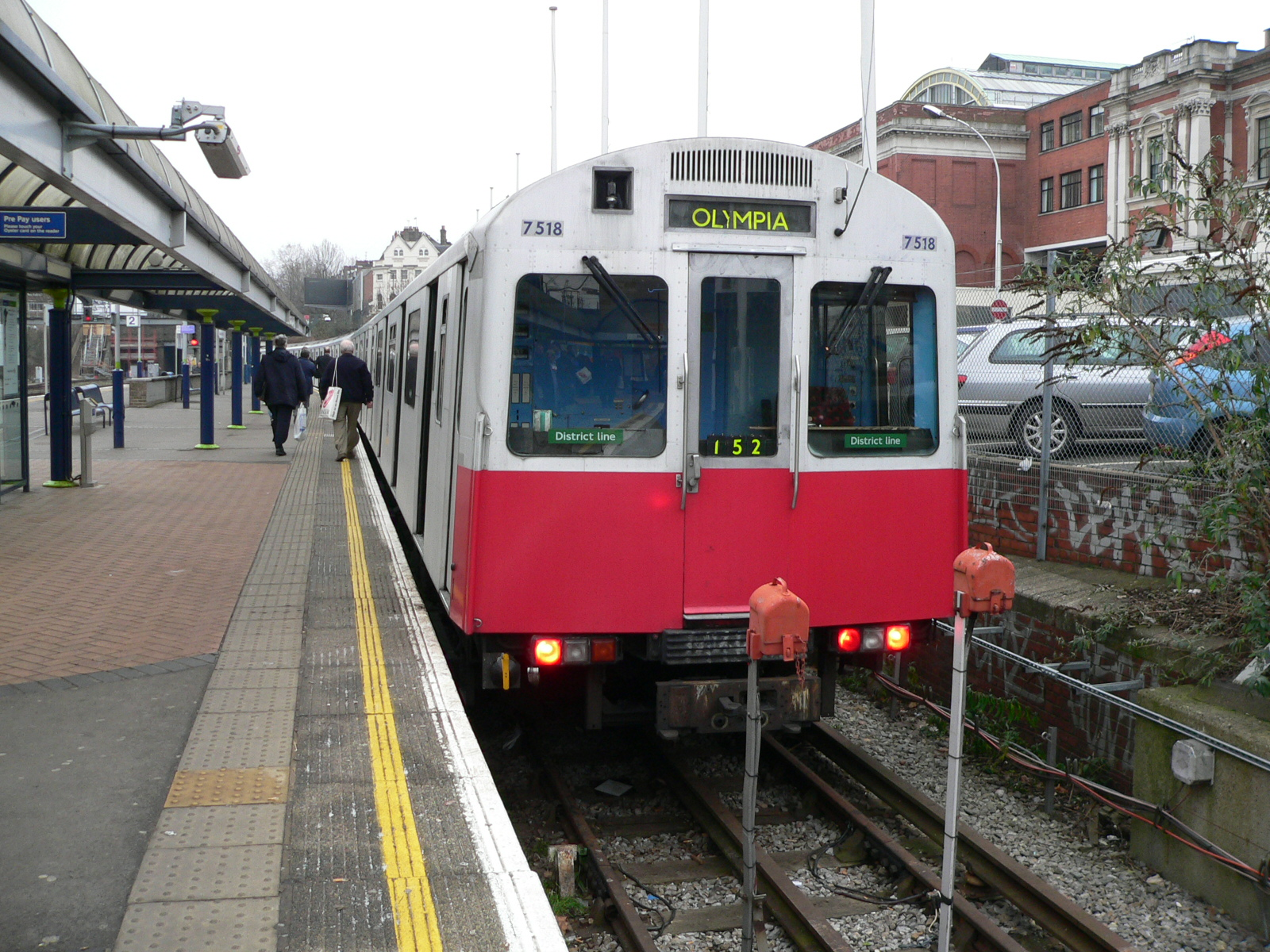
ホームに停車する地下鉄の列車
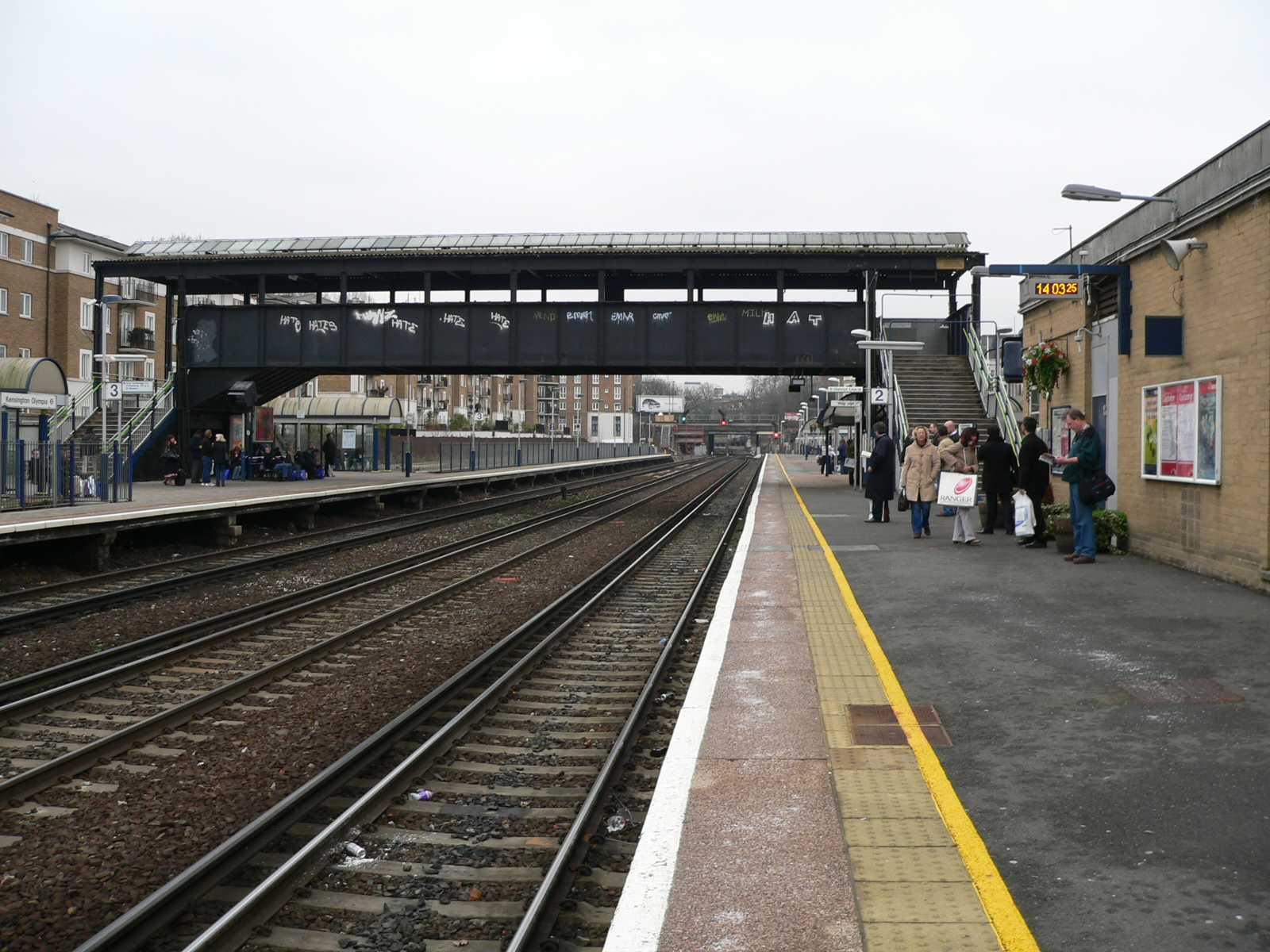
駅北側から見たプラットホーム
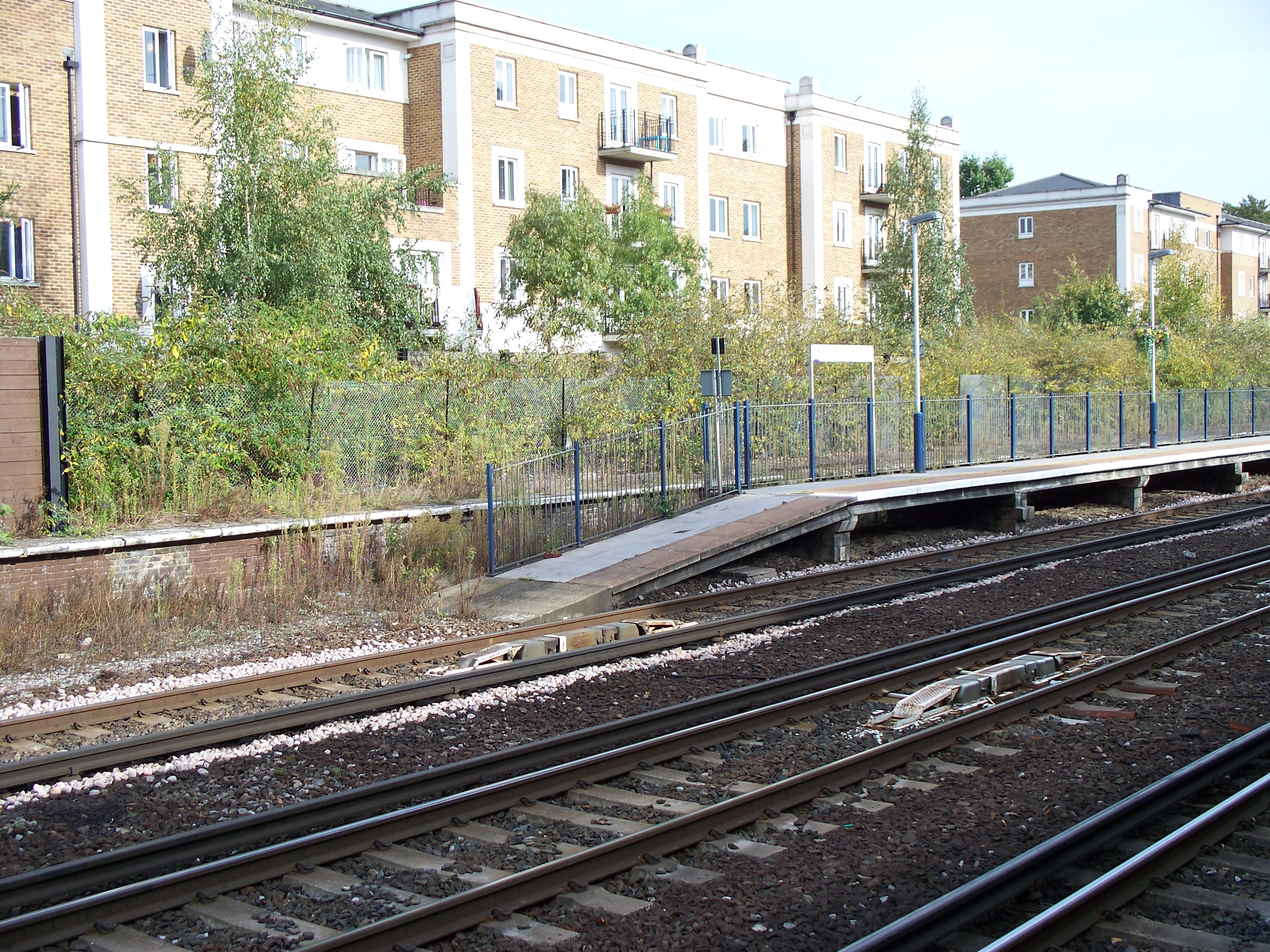
右が現在のホーム、左は古いホーム